# Chimdessa Debele
Chimdessa Debele (* 13. September 2003) ist ein äthiopischer Leichtathlet, der sich auf den Langstreckenlauf spezialisiert hat.

## Sportliche Laufbahn
Seinen ersten Erfolg feierte Chimdessa Debele mit dem Sieg beim Trento-Halbmarathon in 1:00:15 h im Jahr 2021. Im Jahr darauf gewann er bei den Afrikameisterschaften in Port Louis in 29:22,74 min die Silbermedaille hinter seinem Landsmann Mogos Tuemay. Bei den Crosslauf-Weltmeisterschaften 2023 in Bathurst wurde er nach 30:13 min Elfter im Einzelbewerb und sicherte sich in der Teamwertung die Silbermedaille hinter der kenianischen Mannschaft. Im Jahr darauf wurde er bei den Crosslauf-Weltmeisterschaften in Belgrad nach 29:05 min 16. im Einzelbewerb und sicherte sich in der Teamwertung die Bronzemedaille hinter den Teams aus Kenia und Uganda.

## Persönliche Bestzeiten
- 10.000 Meter: 27:46,38 min, 5. Juni 2022 in Hengelo
- 10-km-Straßenlauf: 27:10 min, 9. Januar 2022 in Valencia
- Halbmarathon: 1:00:15 h, 3. Oktober 2021 in Trient